# The Four Horsemen (gruppo musicale)
I Four Horsemen sono stati un gruppo hard rock fondato a Hollywood, California nel 1988.
I Four Horsemen furono una delle tante band dei tardi anni '80 che decisero di guardare al passato e non al futuro in termini di ispirazione musicale. Suonando un grezzo hard rock senza fronzoli sull'immagine dei Lynyrd Skynyrd e degli AC/DC, riuscirono temporaneamente a conquistarsi una moderata esposizione mediatica così come diversi sostenitori, ma alcuni eventi esterni ed interni presto portarono la formazione al declino e allo scioglimento.

## Storia del gruppo
Il britannico "Haggis" (Stephen Harris) iniziò la sua carriera di musicista affermato a partire dalla metà degli anni ottanta, quando, sotto il nome di "Kid Chaos", entrò a far parte della prima formazione dei Zodiac Mindwarp and the Love Reaction come bassista. Con questo gruppo incise il loro primo EP High Priest of Love nel 1986, tuttavia abbandonò la formazione durante lo stesso periodo, per raggiungere i Cult passando al ruolo di chitarrista, con cui iniziò a farsi chiamare appunto "Haggis". Dopo questa esperienza, nel 1988 il musicista si spostò a Los Angeles, dove entrò a far parte di un nuovo progetto che prese il nome the Four Horsemen, assieme al cantante Frank C. Starr (Frank Casamassina), il chitarrista solista Dave Lizmi, il bassista Ben Pape, ed il batterista Ken "Dimwit" Montgomery (ex componente dello storico gruppo hardcore punk canadese D.O.A.).
Il quintetto esordì nel 1989 con un EP omonimo, composto da uno stile grezzo ispirato allo stile degli AC/DC, arricchito da influenze southern rock. I frequenti tour che seguirono contribuirono ad estendere la loro popolarità, e ciò li porto all'incisione del loro primo full-length, Nobody Said It Was Easy, con il produttore Rick Rubin (Slayer, Danzig, The Cult, Beastie Boys). Realizzato per l'etichetta Def American di Rubin, l'album venne accolto positivamente dalla critica, permettendo al gruppo di intraprendere una serie di tour al fianco dei Lynyrd Skynyrd e the Black Crowes, senza però riuscire a conquistare molti fan. Infatti, tranne una moderata rotazione del video del singolo "Tired Wings" su MTV, sembra che i principali sostenitori dei Four Horsemen provenissero dalla critica britannica.
Date le scarse vendite, il gruppo venne bocciato dalla Def American poco tempo dopo, ma visse anche un periodo tragico quando il batterista Dimwit morì di overdose di eroina il 27 settembre del 1994. Questo evento portò Haggis alla dipartita, seguito a ruota dal bassista Pape. Questa battuta d'arresto comunque non convinse i membri restanti a sciogliere il gruppo: Starr e Lizmi infatti arruolarono il nuovo bassista Pharoah (Mike Barrett), ed il fratello minore di Dimwit, l'ex-batterista di Black Flag e Danzig Chuck Biscuits (Charles Montgomery). Il nuovo album, dal titolo Gettin' Pretty Good...At Barely Gettin' By..., venne registrato nel 1996 con questa formazione, anche se nel disco venne accreditato come batterista tale Randy Cooke per motivi contrattuali.
Un evento drammatico colpì nuovamente il gruppo quando, nel novembre del 1995, Starr rimase vittima di un incidente in moto, provocato da un automobilista ubriaco. Nel frattempo, i Four Horsemen sostituirono lo sfortunato frontman con Ron Young, ex cantante dei Little Caesar, nell'intento di terminare i tour dell'album, ed attendendo la riabilitazione di Starr. Egli rimase in stato di coma senza mai svegliarsi, fino alla sua morte venne avvenuta il 18 giugno 1999. Ciò provocò lo scioglimento ufficiale dei Four Horsemen.

## Formazione

### Ultima
- Ron Young - voce (1995-96)
- Dave Lizmi - chitarra (1995-96)
- Pharoah (Mike Barrett) - basso (1995-96)
- Chuck Biscuits (Charles Montgomery) - batteria (1995-96)

### Ex componenti
- Haggis (Stephen Harris) - chitarra (1988-95)
- Ben Pape - basso (1988-95)
- Ken "Dimwit" Montgomery - batteria (1988-94) (R.I.P.)
- Frank C. Starr (Frank Casamassina) - voce (1988-95) (R.I.P.)

## Discografia

### Album in studio
- 1991 - Nobody Said It Was Easy
- 1996 - Gettin' Pretty Good...At Barely Gettin' By...
- 2009 - Daylight Again

### EP
- 1989 - The Four Horsemen

### Singoli
- 1991 - Nobody Said It Was Easy
- 1991 - Rockin Is Ma Business
- 1992 - Tired Wings